# Santa Coloma de Cabanes

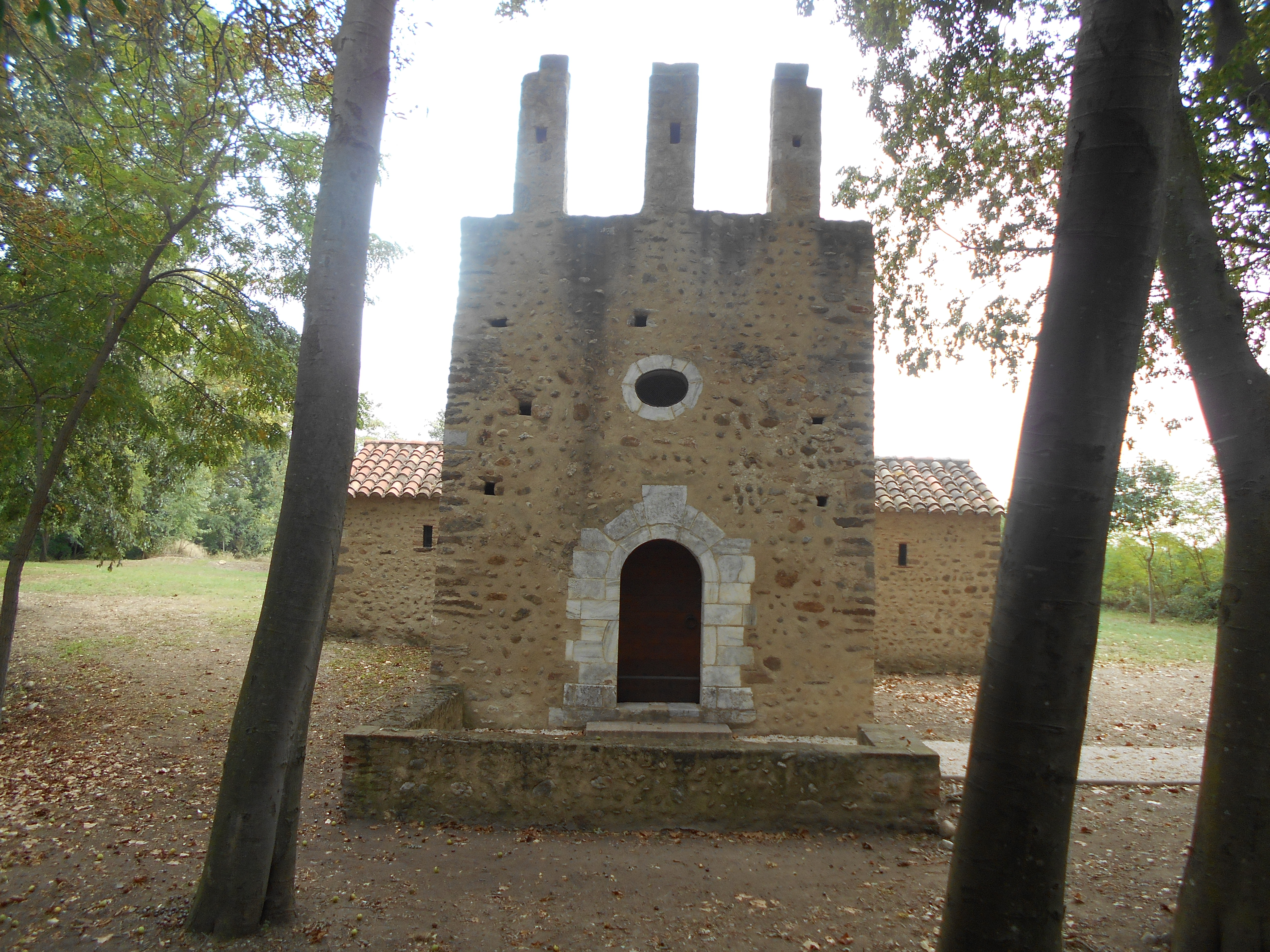
Façana occidental

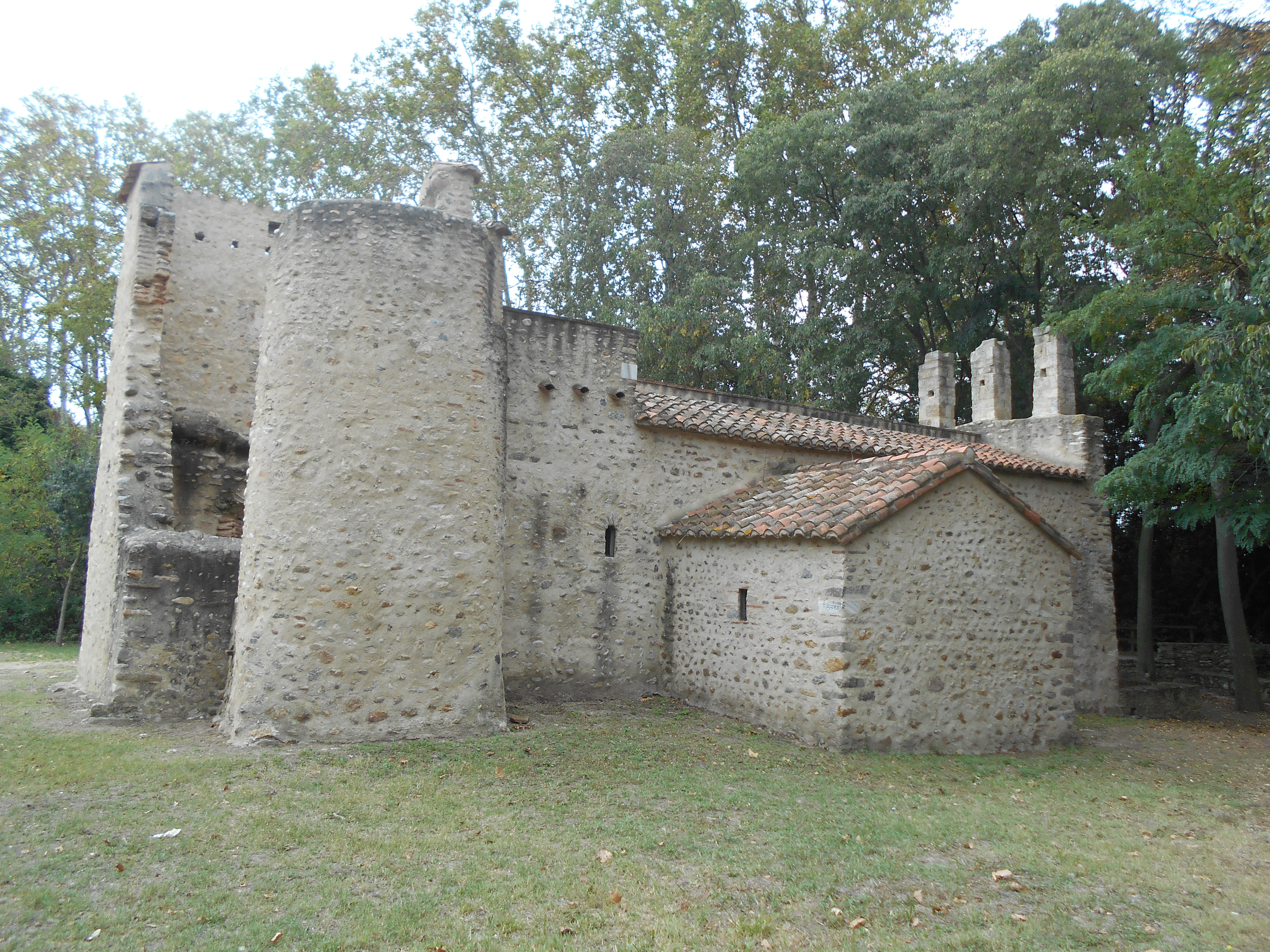
L'església, des de llevant

Santa Coloma de Cabanes és l'església, antigament parroquial, de la localitat rossellonesa de Cabanes, pertanyent al terme comunal de Sant Genís de Fontanes a la Catalunya del Nord.
Havia estat una prepositura benedictina del monestir de Sant Andreu de Sureda.
Està situada una mica apartada a llevant del petit poble de Cabanes, aïllada en una zona boscosa i agrícola.
El temple, d'origen romànic, és d'una sola nau, orientada amb la capçalera cap a llevant. L'absis original, de planta quadrada, quedà mig absorbit per l'edifici annex, que conté restes d'una torre de defensa, de manera que el conjunt de la capçalera està bastant desfigurat. A la nau única s'afegiren en època moderna dues capelles laterals, una a cada banda.